# Râul Tetiș
Râul Tetiș este un curs de apă, al treilea afluent de dreapta (din treisprezece) al râului Almaș, 
care este, la rândul său, al patrusprezecelea afluent de stânga din treizeci ai râului Someș.

## Generalități
Râul Tetiș izvorăște din Munții Meseș, se găsește integral în Județul Sălaj, nu are afluenți semnificativi și trece doar printr-o localitate, Fildu de Jos, vărsându-se în dreptul localității Almașu.

## Hărți
- Harta interactivă - județul Sălaj  Arhivat în 5 septembrie 2009, la Wayback Machine.
- Trasee turistice județul Sălaj

## Alte referințe
- Harta interactivă - județul Sălaj